# Amantius
Amantius van Wintershoven was een van de zogeheten heiligen van Wintershoven.
Hij was een diaken die behoorde tot de gezellen welke Amandus meekreeg, toen hij omstreeks 650 bij paus Martinus I zijn plannen tot missioneringsarbeid voorlegde. Ook Amantius verrichtte missioneringsarbeid in het huidige België en Frankrijk.
Amantius stierf omstreeks 668. Zijn feestdag is op 19 maart.

## Externe bron
- Saints